# 同和利権
同和利権（どうわりけん）とは、被差別部落の環境改善対策として、巨額の予算が計上されてきた同和対策事業に関わる活動により、同和団体が政治家・役人・暴力団と結託し、公共事業に便乗して手に入れる、巨額の利権をさす語である。

## 解説
本用語の本来の意味はこうした経済活動に関する詐欺・横領などの経済犯罪として成立する行為を指すが、広義での同和利権は、教育現場への同和教材の大量販売など、犯罪としては成立しない経済的利益に関する行動や、たとえば公務員の同和枠採用や同和加配など、経済行為を伴わない広い意味での同和団体の権力拡大行動も含めることがある。
1980年代から、「北九州市土地ころがし事件」に始まり、日本同和清光会による事件、「東京パブコ脱税事件」、「モード・アバンセ事件」など同和団体幹部らの一連の不祥事件、同和行政に関わる事件は報道されてきたが、それらを総称する言葉はなかった。近年、宝島社の『同和利権の真相』シリーズを中心とした寺園敦史、一ノ宮美成、グループK21ら若手ジャーナリストの執筆活動により、それらを一括する言葉としての「同和利権」は広く知られるところとなり、やがてハンナン事件や飛鳥会事件など逮捕者を出した事件が「同和利権」を象徴するものとして語られるようになった。
政治家の資金源となっているとされることもある（部落解放同盟は対立関係にある日本共産党を除き、民主党を中心に自民党、公明党、社民党と 、自由同和会は自民党と、全国人権連は共産党と友好関係を持っている）。
日本共産党は、長野県御代田町で、部落解放同盟言いなりの「同和事業」が推進されており、子どもの何気ない会話も「差別事象」として行政や教育関係者に不当な圧力が加えられていたと主張している。御代田町では、2006年に同和事業担当の町職員が自殺する事件が起きている。
同党所属の小池晃は、2011年に岩手・宮城両県知事への暴言とメディアへの脅迫が批判を受け復興対策担当大臣を辞任した民主党所属で部落解放同盟幹部の松本龍について「『書いたら終わりだぞ』というマスコミ恫喝は、部落解放同盟のもともとの性質・性格が出たもの」と批判し、同和問題は基本的にすでに解消しており、不公正な同和対策を継続すること自体が新たな偏見を生み出すものであり、部落解放同盟による無法な利権あさりを許すわけにはいかないと指摘している。